# Dick Miles
Richard Miles (* 12. Juni 1925 in Manhattan; † 12. Oktober 2010 ebenda) war ein US-amerikanischer Tischtennisspieler. Er nahm bis 1967 an zehn Weltmeisterschaften teil und wurde 1948 Weltmeister im Mixed.

## Werdegang
Dick Miles wurde zwischen 1945 und 1962 zehnmal Meister der US-Open im Einzel. Von 1947 bis 1967 wurde er zehnmal für Weltmeisterschaften nominiert. Dabei gewann er bei seiner ersten Teilnahme, 1947, Silber im Teamwettbewerb. Seinen größten Erfolg erzielte er 1948, als er mit Thelma Thall Weltmeister im Mixed wurde; im Endspiel besiegten sie das tschechoslowakische Paar Bohumil Váňa/Vlasta Depetrisová. Im Mannschaftswettbewerb holte er 1948 und 1949 Bronze. 1949 kam er zudem im Doppel mit Douglas Cartland ins Halbfinale.
1968 veröffentlichte er sein Buch The Game of Table Tennis (ISBN 978-0397008780). 2002 erhielt er den Mark Matthews Lifetime Achievement Award.

## Privat
1970 lernte Dick Miles Mary Detsch kennen, die er 1993 heiratete.

## Turnierergebnisse
| Verband | Veranstaltung     | Jahr | Ort       | Land | Einzel        | Doppel        | Mixed        | Team |
| ------- | ----------------- | ---- | --------- | ---- | ------------- | ------------- | ------------ | ---- |
| USA     | Weltmeisterschaft | 1967 | Stockholm | SWE  | letzte 32     | letzte 64     | keine Teiln. | 18   |
| USA     | Weltmeisterschaft | 1963 | Prag      | TCH  | letzte 128    | letzte 16     | keine Teiln. | 5    |
| USA     | Weltmeisterschaft | 1959 | Dortmund  | FRG  | Halbfinale    | letzte 64     | letzte 64    |      |
| USA     | Weltmeisterschaft | 1957 | Stockholm | SWE  | letzte 128    | letzte 128    | keine Teiln. |      |
| USA     | Weltmeisterschaft | 1956 | Tokio     | JPN  | Viertelfinale | keine Teiln.  | keine Teiln. |      |
| USA     | Weltmeisterschaft | 1955 | Utrecht   | NED  | letzte 128    | Viertelfinale | letzte 16    | 5    |
| USA     | Weltmeisterschaft | 1954 | Wembley   | ENG  | letzte 32     | letzte 128    | letzte 64    | 4    |
| USA     | Weltmeisterschaft | 1949 | Stockholm | SWE  | Viertelfinale | Halbfinale    | letzte 64    | 3    |
| USA     | Weltmeisterschaft | 1948 | Wembley   | ENG  | Viertelfinale | letzte 16     | Gold         | 3    |
| USA     | Weltmeisterschaft | 1947 | Paris     | FRA  | letzte 64     | letzte 32     | keine Teiln. | 2    |